# おおぐま座Z星
おおぐま座Z星（おおぐまざずぃーせい）は、おおぐま座にある有名な半規則型の脈動変光星。学名はZ Ursae Majoris（略称はZ UMa）。

## 物理的性質
195.5日の周期で6.2等から9.4等の間を変光する。スペクトル型はM5IIIeの赤色巨星。細分類はSRBだが、変光範囲も比較的大きくはっきりした光度変化を示すので、変光星観測の初心者にすすめられる半規則型変光星として知られている。肉眼で観測することはできないが、双眼鏡や小口径の天体望遠鏡を用いれば容易に観測することができる。春を代表する半規則型の脈動変光星の1つ。

## おおぐま座Z星の導入法
おおぐま座δ星から探す方法とおおぐま座66番星から探す方法の2種類あるが、初心者にはδ星から探すのがわかりやすい。δ星は北斗七星の真ん中の星で、ひしゃくをつくる7つの星の中で最も暗い星である。最も「暗い」とはいっても3.44等星なので、Z UMaの極大時よりも3等は明るい。